# Samo Zanoškar
Samo Zanoškar, slovenski častnik in vojaški diplomat, 1963.

## Civilno življenje
Je poročen, ima sina in hčer.

## Vojaška kariera
- svetovalec načelnika GŠSV za multilateralo (2002)
- častnik za zvezo pri Partnerski koordinacijski celici (1995 - 1998)
- čin: polkovnik